# Vicques (Calvados)
Ne doit pas être confondu avec Vicques (Jura).
Pour les articles ayant des titres homophones, voir Vic, Vich, Vicq et Vicques.
Vicques est une commune française, située dans le département du Calvados en région Normandie, peuplée de 69 habitants.

## Géographie
La commune est aux confins de la campagne de Falaise et du pays d'Auge. Son bourg est à 9 km au sud-ouest de Saint-Pierre-sur-Dives, à 12 km au nord-est de Falaise et à 16 km au nord-ouest de Trun.
| Jort, Bernières-d'Ailly               | Jort               | Jort                         |
| Bernières-d'Ailly                     | Vicques            | Louvagny                     |
| Bernières-d'Ailly, Morteaux-Coulibœuf | Morteaux-Coulibœuf | Louvagny, Morteaux-Coulibœuf |

### Hydrographie
La commune est située dans le bassin Seine-Normandie. Elle est drainée par la Dives, le canal 01 du Marais de Jort et divers autres petits cours d'eau,.
La Dives, d'une longueur de 105 km, prend sa source dans la commune de Gouffern en Auge et se jette  dans la baie de Seine en limite de Cabourg et de Dives-sur-Mer, après avoir traversé 34 communes. 

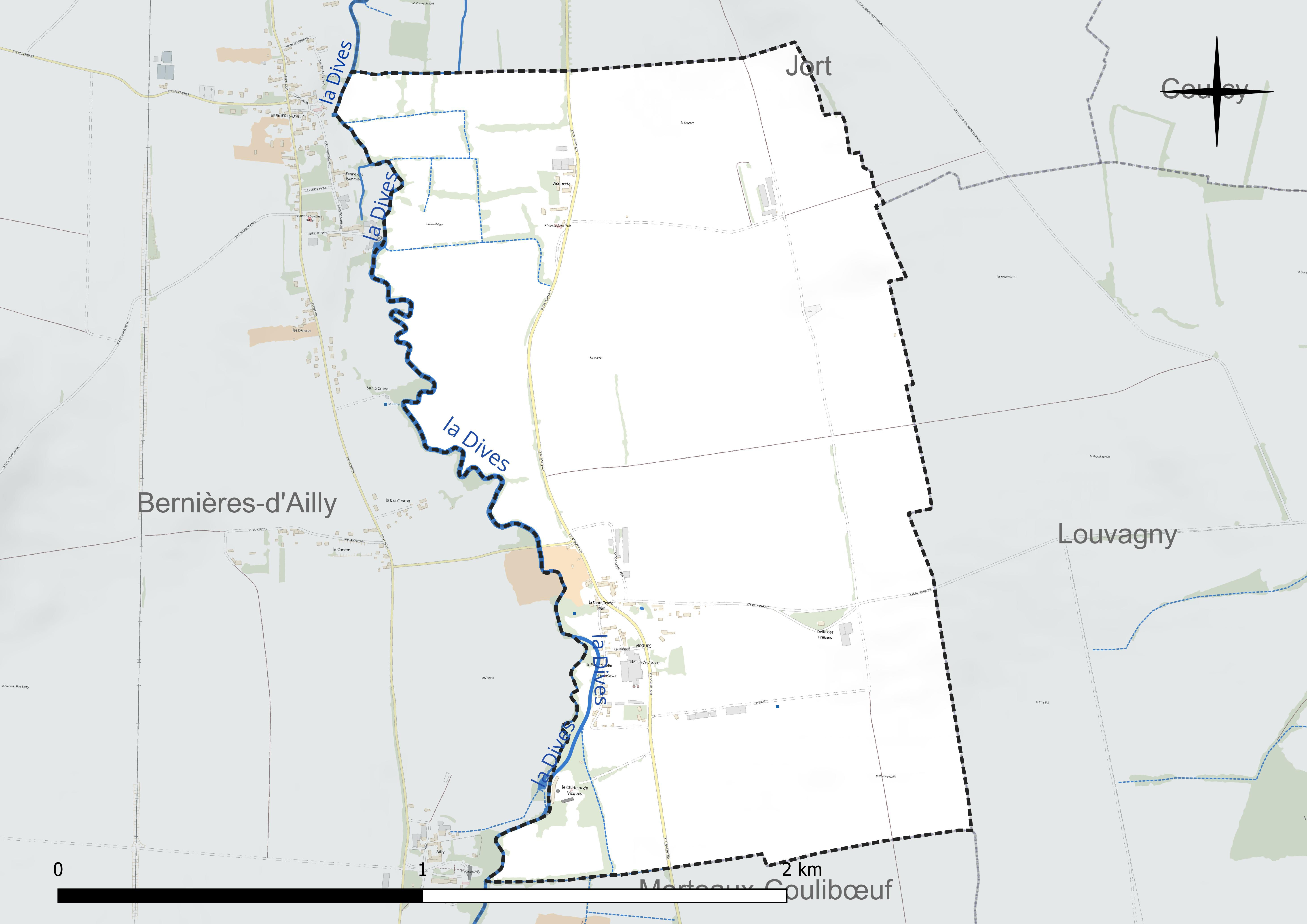
Réseau hydrographique de Vicques.

### Climat
Pour des articles plus généraux, voir Climat de la Normandie et Climat du Calvados.
En 2010, le climat de la commune est de type climat océanique altéré, selon une étude du CNRS s'appuyant sur une série de données couvrant la période 1971-2000. En 2020, Météo-France publie une typologie des climats de la France métropolitaine dans laquelle la commune est exposée à un climat océanique et est dans la région climatique  Normandie (Cotentin, Orne), caractérisée par une pluviométrie relativement élevée (850 mm/a) et un été frais (15,5 °C) et venté. Parallèlement le GIEC normand, un groupe régional d'experts sur le climat, différencie quant à lui, dans une étude de 2020, trois grands types de climats pour la région Normandie, nuancés à une échelle plus fine par les facteurs géographiques locaux. La commune est, selon ce zonage, exposée à un « climat des plateaux abrités », correspondant à la plaine agricole de Caen à Falaise, sous le vent des collines de Normandie et proche de la mer, se caractérisant par une pluviométrie et des contraintes thermiques modérées.
Pour la période 1971-2000, la température annuelle moyenne est de 10,7 °C, avec  une amplitude thermique annuelle de 12,8 °C. Le cumul annuel moyen de précipitations est de 689 mm, avec 11,4 jours de précipitations en janvier et 7,6 jours en juillet. Pour la période 1991-2020, la température moyenne annuelle observée sur la station météorologique la plus proche, située sur la commune de Damblainville à 4 km à vol d'oiseau, est de 11,6 °C et le cumul annuel moyen de précipitations est de 716,8 mm,. Pour l'avenir, les paramètres climatiques de la commune estimés pour 2050 selon différents scénarios d'émission de gaz à effet de serre sont consultables sur un site dédié publié par Météo-France en novembre 2022.

## Urbanisme

### Typologie
Au 1er janvier 2024, Vicques est catégorisée commune rurale à habitat très dispersé, selon la nouvelle grille communale de densité à 7 niveaux définie par l'Insee en 2022.
Elle est située hors unité urbaine et hors attraction des villes,.

### Occupation des sols
L'occupation des sols de la commune, telle qu'elle ressort de la base de données européenne d'occupation biophysique des sols Corine Land Cover (CLC), est marquée par l'importance des territoires agricoles (100 % en 2018), une proportion identique à celle de 1990 (100 %). La répartition détaillée en 2018 est la suivante : 
terres arables (81,1 %), zones agricoles hétérogènes (14,9 %), prairies (4 %). L'évolution de l'occupation des sols de la commune et de ses infrastructures peut être observée sur les différentes représentations cartographiques du territoire : la carte de Cassini (XVIIIe siècle), la carte d'état-major (1820-1866) et les cartes ou photos aériennes de l'IGN pour la période actuelle (1950 à aujourd'hui).

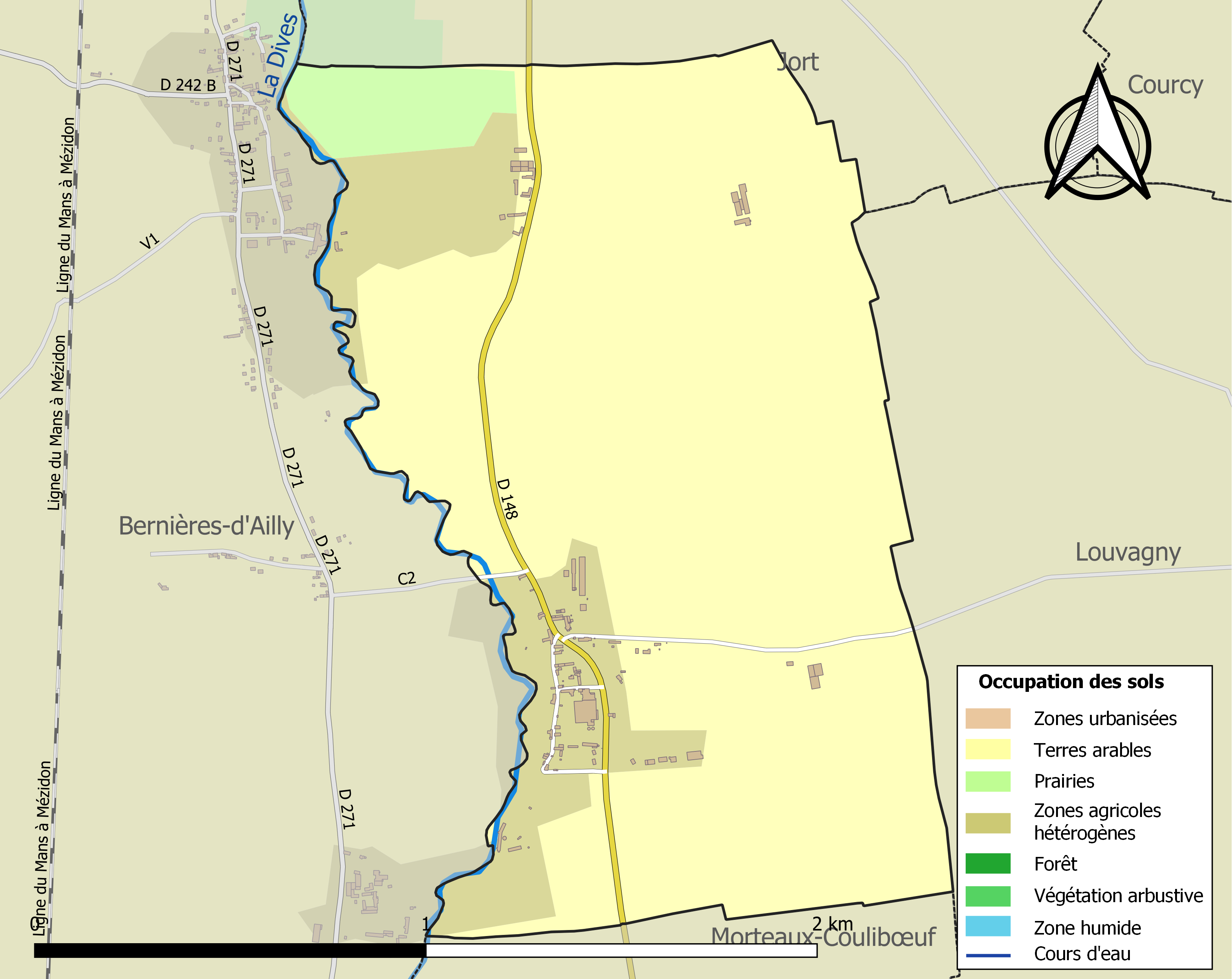
Carte des infrastructures et de l'occupation des sols de la commune en 2018 (CLC).

## Toponymie
Le nom de la localité est attesté sous les formes feodum de Wikes en 1198 (Stapelton) ; feodum de Wiches (sans date) ; magister de Wiques en 1233 ; Viques (sans date); Vicques début XVIIe siècle (chronique de Jean 1er Canivet ou Canyvet, seigneur du Vaumissel et du Moley) ; Vicques vers 1750 (carte de Cassini d'Argentan).
Les toponymistes, comme Albert Dauzat ou Ernest Nègre, n'ont pas traité ce toponyme, seul René Lepelley propose une explication : Vicques aurait pour origine le mot latin vicus, « petite agglomération », alors qu'il ne cite aucune forme ancienne.
Cependant, les autres toponymistes excluent Vicques de la série toponymique remontant au gallo-roman VICU, terme issu du latin vicus,. En effet, VICU a abouti régulièrement à vi, vy en langue d'oïl (cf. AMICU > ami), d'où les noms de lieux médiévaux du type Vy, Wy ou terminés par -vy, -wy. En revanche, la graphie Vic ou Vicq au nord de la France (exemples : Vicq (Nord) ; Vy, Vi. Vicq (Yvelines) ; Vi au XIIe siècle) est une réfection savante d'après vicus, le nom de ces localités se prononçant traditionnellement « vi » [vi]. C'est ainsi qu'on retrouve en Normandie le composé toponymique Neuvy, dans Neuvy-au-Houlme qui montre bien que le [c] s'est amuï.

D'après les formes anciennes, Vicques remonte à un type *WICAS, dont le radical représente le germanique wīc « village » (éventuellement « hameau, habitation, château », voire  « ferme laitière »). Il correspond au vieux saxon wīk, au vieil anglais wīċ (cf. toponymes en -wich) qui, au pluriel, pouvait avoir le sens de « camp ». Vicques se situe près de l'isoglosse où [w] est régulièrement passé à [v] au XIIe siècle, alors qu'au sud de cet isoglosse, il a abouti à [g] antérieurement.
Remarques : Il possède un correspondant exact en Angleterre, Wix (Essex, Wikes 1191 ; Wiches 1198). On identifie le même appellatif dans le nom de trois communes du Bessin en -(v)ieu(x), à savoir : Sommervieu, Manvieux et Audrieu.

## Politique et administration
| Période                                  | Période       | Identité          | Étiquette | Qualité                        |
| ---------------------------------------- | ------------- | ----------------- | --------- | ------------------------------ |
| avant 1988                               | mars 2001     | Michel Tesnière   |           |                                |
| mars 2001                                | novembre 2011 | Bernard Lucas     | SE        | Fabricant d'aliments de bétail |
| janvier 2012                             | En cours      | Jean-Yves Leboucq | SE        | Responsable de zone de vente   |
| Les données manquantes sont à compléter. |               |                   |           |                                |

Le conseil municipal est composé de sept membres dont le maire et un adjoint.

## Démographie
L'évolution du nombre d'habitants est connue à travers les recensements de la population effectués dans la commune depuis 1793. Pour les communes de moins de 10 000 habitants, une enquête de recensement portant sur toute la population est réalisée tous les cinq ans, les populations de référence des années intermédiaires étant quant à elles estimées par interpolation ou extrapolation. Pour la commune, le premier recensement exhaustif entrant dans le cadre du nouveau dispositif a été réalisé en 2007.
En 2022, la commune comptait 69 habitants, en évolution de −1,43 % par rapport à 2016 (Calvados : +1,58 %, France hors Mayotte : +2,11 %).
Vicques a compté jusqu'à 184 habitants en 1831. Elle est la commune la moins peuplée du canton de Morteaux-Coulibœuf.
| 1793 | 1800 | 1806 | 1821 | 1831 | 1836 | 1841 | 1846 | 1851 |
| ---- | ---- | ---- | ---- | ---- | ---- | ---- | ---- | ---- |
| 161  | 156  | 170  | 182  | 184  | 171  | 157  | 133  | 122  |

| 1856 | 1861 | 1866 | 1872 | 1876 | 1881 | 1886 | 1891 | 1896 |
| ---- | ---- | ---- | ---- | ---- | ---- | ---- | ---- | ---- |
| 111  | 109  | 109  | 110  | 110  | 100  | 100  | 100  | 97   |

| 1901 | 1906 | 1911 | 1921 | 1926 | 1931 | 1936 | 1946 | 1954 |
| ---- | ---- | ---- | ---- | ---- | ---- | ---- | ---- | ---- |
| 82   | 79   | 78   | 68   | 67   | 81   | 73   | 79   | 81   |

| 1962 | 1968 | 1975 | 1982 | 1990 | 1999 | 2006 | 2007 | 2012 |
| ---- | ---- | ---- | ---- | ---- | ---- | ---- | ---- | ---- |
| 80   | 60   | 53   | 53   | 63   | 50   | 52   | 52   | 65   |

| 2017 | 2022 | - | - | - | - | - | - | - |
| ---- | ---- | - | - | - | - | - | - | - |
| 70   | 69   | - | - | - | - | - | - | - |

## Lieux et monuments

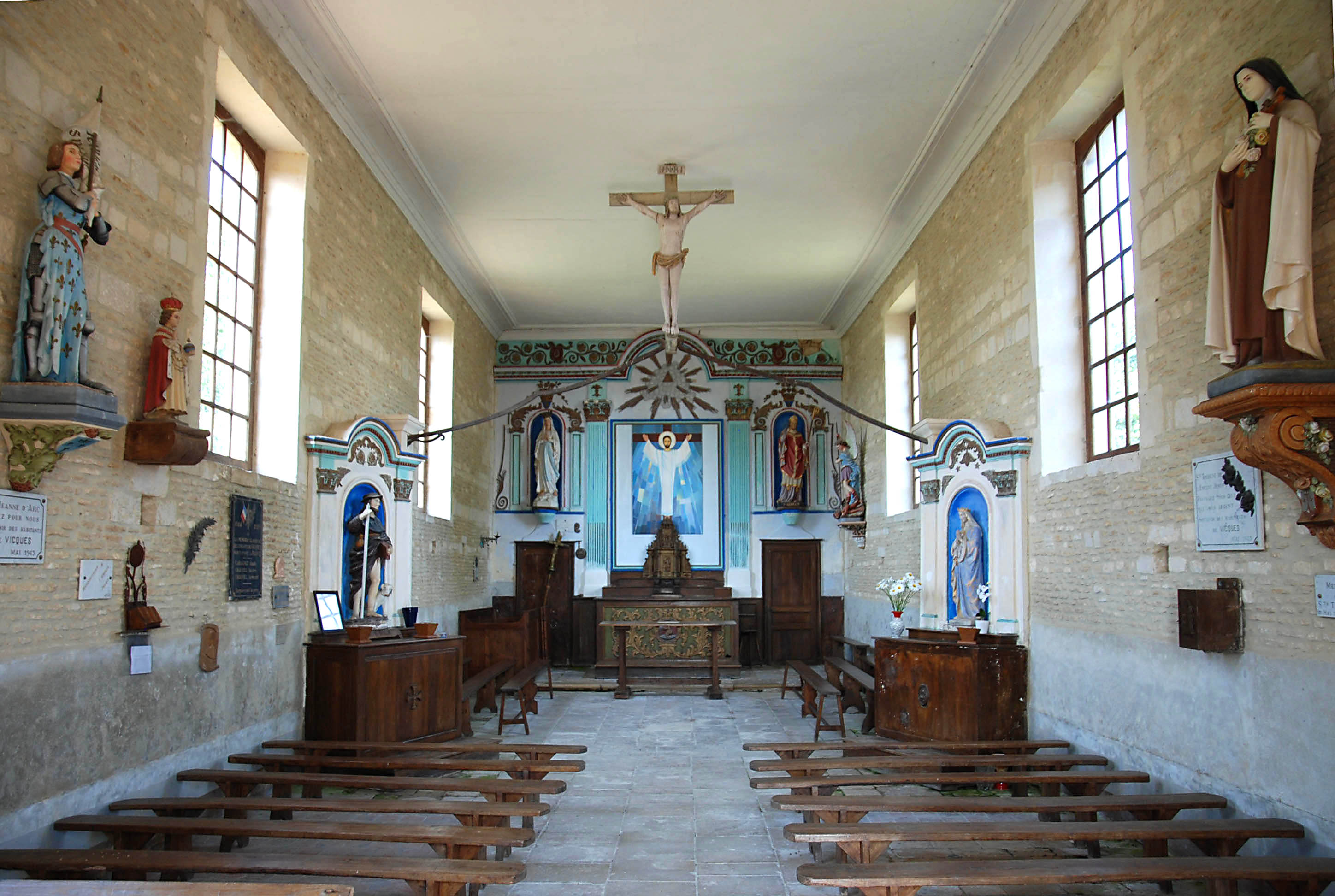
La nef de l'église Saint-Gervais.

- Situés sur la rive droite de la Dives, le château de Vicques, du XVIe siècle, sa chapelle Notre-Dame et son colombier sont inscrits au titre des Monuments historiques depuis le 11 avril 1975[35].
- L'église Saint-Gervais a été édifiée en 1734 pour remplacer l'ancienne devenue trop excentrée[36]. Elle a été construite à l'emplacement d'une chapelle Saint-Roch.